# روث بندكت
روث فلتون بندكت (بالإنجليزية: Ruth Benedict)‏ (مواليد 5 يونيو 1887 نيويورك - الوفاة 17 سبتمبر 1948) باحثة وعالمة أمريكية في علم الإنسان والفولكلور

## السيرة الذاتية
تتلمذت على فرانز بواس في جامعة كولومبيا بالولايات المتّحدة الأمريكيّة، وكانت تربطها صداقة متينة ب مارغريت ميد، وكانت رفيقة حميمة لسابير، وهو ما جعلها تنصرف عن الفلسفة إلى الاهتمام أكثر بالأنثروبولوجيا، عبر البحث في مجال الثقافة والشخصيّة. وساهمت بذلك في توسيع مجال الأنثروبولوجيا. وهي تصنّف ضمن ما يعرف بالتيّار الثقافوي الذي ظهر في ثلاثينات القرن العشرين بالولايات المتّحدة الأمريكيّة، وضمّ بالأساس عددا من تلامذة فرانز بواس.
وقد طوّرت بندكت «نظريّة تذهب إلى أنّ أنماط الشخصيّة ومعيار» السواء«النفسي تتمّ صياغتها ثقافيّا» (سيمور-سميث، 2009، ص 170). وكانت مؤلّفاتها شاهدا على عديد التطبيقات التي أنجزتها، انطلاقا من مفاهيم أو مخططات وضعتها في مجال بحثها في الدوافع الثقافيّة وصلة الشخصيّة بها؛ فهي من وضعت مفهوم «السمة القوميّة»، وطبّقته على الثقافة اليابانيّة. وفي كتابها عن «أنماط الثقافة»، سعت إلى تدقيق المخطّط الذي وضعته لأنماط الشخصيّة السائدة، والتي تبلورها الثقافة في كلّ مجتمع (سيمور-سميث، 2009، ص 170)، عبر المقارنة بين نموذجين ثقافيّين مختلفين: النموذج الأبوليني، والنموذج الديونيزي؛ فالنموذج الأوّل، ينسجم مع ثقافة الشعوب الهنديّة، وطبيعة عيشهم الجماعي القائم على الالتحام والامتثال، وهو ما يفرز شخصيّة متوازنة ومسالمة. في حين يتناسب النموذج الثاني مع هنود السهول، ويكون على العكس منتجا لشخصيّة عدوانيّة وفردانيّة.

## أعمالها

### أنماط الثقافة
تُرجِم كتاب أنماط الثقافة لبندكت (1934) إلى أربعة عشر لغة، ونُشِرَ بطبعات عديدة باعتباره مصدرًا قياسيًا لدروس الأنثروبولوجيا في الجامعات الأمريكية لسنوات.
الفكرة الأساسية في أنماط الثقافة هي بحسب مقدمة مارغريت ميد «رؤيتها للثقافات الإنسانية باعتبارها شخصيات كبيرة حية». إذ كتبت بندكت في ذلك الكتاب: «الثقافة كما الفرد، هي مثال يتألف من فكر وعمل أكثر أو أقل اتساقًا»، وبحسب بندكت، اختارت كل ثقافة من «القوس الكبير للإمكانات البشرية» خصائص معينة لتصبح السمات الشخصية الرئيسية للأشخاص الذين يعيشون في تلك الثقافة. تضم هذه السمات مجموعة مترابطة من الجماليات والقيم التي تشكل معًا الخواص الفريدة لكل ثقافة.
ذكرت بندكت –على سبيل المثال– التركيز على ضبط النفس في ثقافات بويبلو في الجنوب الغربي الأمريكي والتنازل في ثقافات الأمريكيين الأصليين في السهول الكبرى. استخدمت بندكت نقيض نيتشه للأبولونية والديونيسية كمحفز لفكرها حول الثقافات الأمريكية الأصلية، ووصفت كيف شدد عابدو أبولو في اليونان القديمة على النظام والهدوء في احتفالاتهم.
في المقابل، دعى ديونيسوس –إله النبيذ– إلى الضراوة والهجران والحرية كما فعل الأمريكيون الأصليون. وصفت بندكت بالتفصيل التناقضات بين الطقوس والمعتقدات والتفضيلات الشخصية بين الأشخاص الذين ينتمون إلى ثقافات متنوعة لإظهار كيف تمتلك كل ثقافة «شخصية» مميزة تمنحها لكل فرد.
طور علماء الأنثروبولوجيا الآخرون في مدرسة الثقافة والشخصية أيضًا هذه الأفكار، ولا سيما مارغريت ميد في كتابها المنشور قبل كتاب أنماط الثقافة بعنوان «بلوغ سن الرشد في ساموا» وكتابها الذي نُشر فور صدور كتاب بندكت بعنوان «الجنس والمزاج في ثلاث مجتمعات بدائية». كانت بندكت طالبة فرانز بواس عندما بدأت ميد الدراسة معهم. امتلكت هذه المجموعة تأثير كبير ومتبادل على أعمال بعضهم البعض. تأثر أبرام كاردينر أيضًا بهذه الأفكار، ليولد مع مرور الوقت مفهوم «الشخصية المشروطة»، وهي مجموعة السمات التي تُلاحظ لدى الأشخاص الذين ينتمون إلى ثقافة معينة ما.
أعربت بندكت في كتاب أنماط الثقافة عن إيمانها بالنسبية الثقافية، وأرادت إثبات امتلاك كل ثقافة واجبات أخلاقية خاصة لا يمكن للمرء فهمها إلا إذا درس تلك الثقافة ككل. شعرت بندكت بخطأ الاستخفاف بعادات أو قيم ثقافة مختلفة عن ثقافة المرء؛ فهذه العادات لها معنى لدى الأشخاص الذين عاشوها ولا ينبغي فصلها أو الاستهزاء بها. وكذلك، يجب ألا نحاول تقييم الأشخاص وفقًا لمعاييرنا وحدها؛ إذ قالت بندكت إن الأخلاق ذات صلة بقيم الثقافة التي يعيش فيها المرء.
وصفت روث شعب الكواكيوتل الذي يقطن شمال غرب المحيط الهادئ بناءً على العمل الميداني لمرشدها بواس، وشعب البويبلو الذي يقطن نيو مكسيكو اعتمادًا على الحياة التي عاشتها معهم، وشعوب السهول العظمى إضافةً إلى ثقافة سكان الدوبو في غينيا الجديدة بالاعتماد على العمل الميداني لمارغريت ميد وريو فورتشن. قدمت روث دليلًا على إمكانية فهم قيمهم –حتى وإن بدت غريبة– بناءً على الأنظمة الثقافية المتماسكة الخاصة بهم ودعت إلى وجوب فهمها واحترامها. شكل ذلك حجة مركزية في عملها الأخير حول اليابانيين بعد الحرب العالمية الثانية.
اعترض النقاد على درجة التجريد والتعميم التي يحملها نهج «الثقافة والشخصية»، وجادل البعض في أن الأنماط الخاصة التي وجدتها قد لا تشكل سوى جزءًا من ثقافة الشعب المدروس. كتب ديفيد أبيرل –على سبيل المثال– أن شعب بويبلو قد يكونون هادئين ولطيفين في طقس من الطقوس أو في ظروف معينة، ولكنهم قد يكونون مريبين وانتقاميين ومتوحشين في ظروف أخرى.
تعينت روث في عام 1936 كأستاذ مساعد في جامعة كولومبيا. وبحلول ذلك الوقت، كان بندكت قد ساعدت بالفعل في تدريب وتوجيه العديد من طلاب كولومبيا في علم الإنسان بما في ذلك مارغريت ميد وروث لانديس.
كانت بندكت من بين أبرز علماء الأنثروبولوجيا الثقافية الذين جندتهم حكومة الولايات المتحدة لإجراء البحوث والاستشارات المتعلقة بالحرب بعد دخول الولايات المتحدة في الحرب العالمية الثانية.

## مؤلّفاتها
من مؤلّفاتها
- «أنماط الثقافة» (1934)،
- «العرق: العلم والسياسة» (1940،
- «الأقحوان والسيف: أنماط من الثقافة اليابانيّة» (1946).

## الوفاة
توفّيت روث بندكت في 17 سبتمبر1948.

## روابط خارجية
- روث بندكت على موقع الموسوعة البريطانية (الإنجليزية)
- روث بندكت على موقع قاعدة بيانات برودواي على الإنترنت (الإنجليزية)
- روث بندكت على موقع إن إن دي بي (الإنجليزية)